# 結縁寺 (掛川市)
結縁寺（けちえんじ、英語: Kechien-ji）は、静岡県掛川市の寺院である。山号は一澤山（いったくさん）。

## 概要
静岡県掛川市に所在する曹洞宗の寺院である。小笠山丘陵の北東端に近い谷間に立地している。空海が開山したとされ、縁結びと五穀豊穣の霊験で知られる。遠江三十三観音霊場の第一番札所でもある。

## 本尊
- 聖観世音菩薩[2]

## 歴史

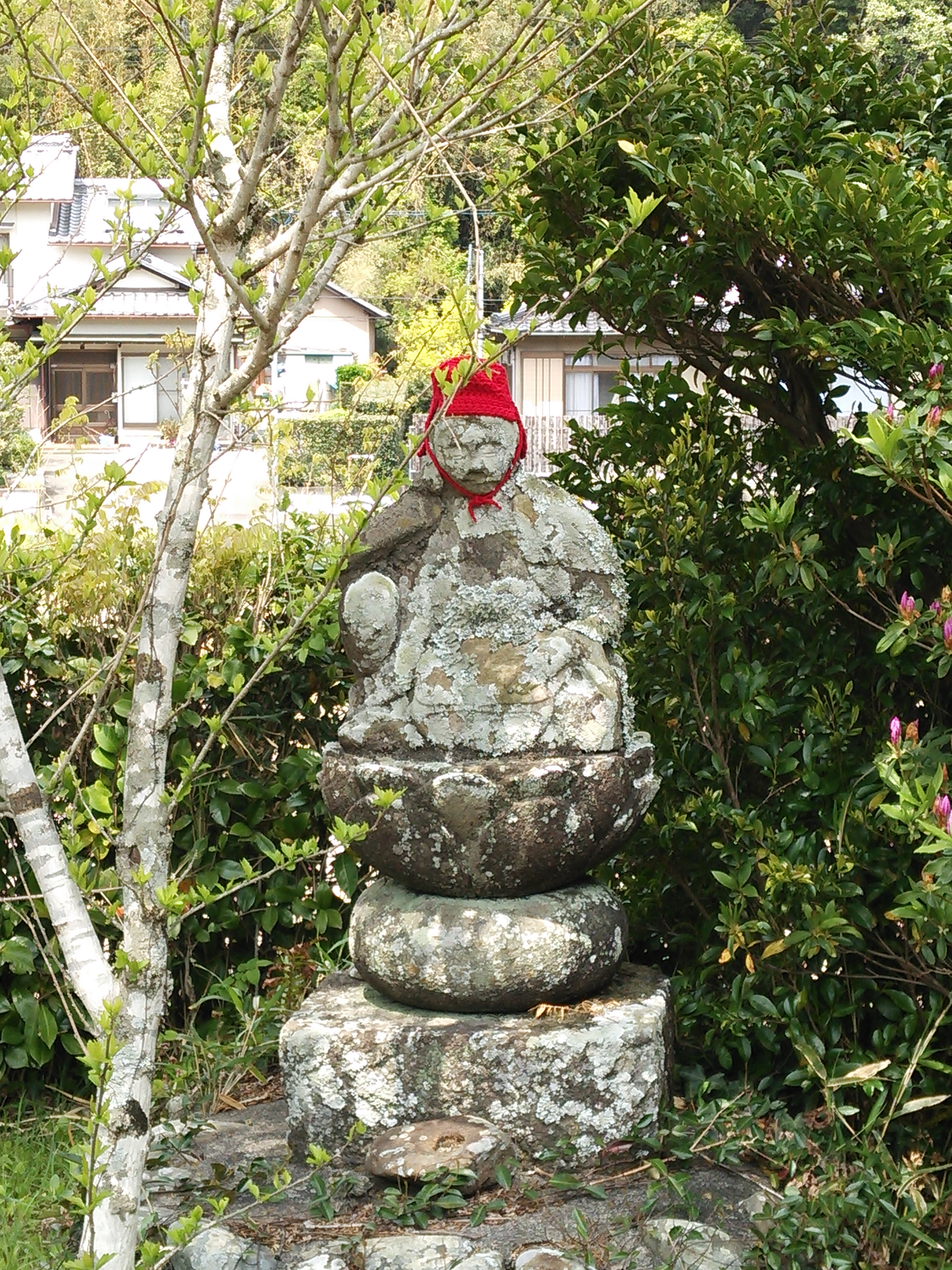
結縁寺の境内の石像（2013年4月14日撮影）

結縁寺がいつ創建されたかは不明であり、太田資順の命により江戸時代に編纂された『掛川誌稾』には「古く創立せし寺と見ゆれど都て傳ふることなし」と記されている。しかし、寺伝では空海により開山されたとしている。全国を行脚していた空海は、この地域が水不足に苦しんでいることを知り、「われ神に代わり清き流れを開き与えん」として、神代地と呼ばれている地に観音堂を建てて自身が刻んだ観音像を安置した。この堂宇は、やがて「一の沢観音」や「弘法堂」と呼ばれるようになった。
戦国時代や安土桃山時代において、遠江国は度々戦乱に巻き込まれるようになる。元亀年間（1570年～1573年）から天正年間（1573年～1593年）にかけて、甲斐国の武田信玄や武田勝頼の軍勢による戦火に巻き込まれ、この寺も焼失した。1601年～1602年（旧暦慶長6年）頃には寺領もほとんどなくなってしまった。そこで、観音堂のためにと寺の僧侶が嘆願した結果、伊奈氏により堂領として1石5斗が安堵された。
江戸時代に入ると、1653年（旧暦承応2年）に心庵芳伝が寺を再建したことから、芳伝は中興の開山と位置付けられている。しかし、芳伝は1653年（旧暦承応2年1月3日）に没した。また、江戸時代の初期より観音信仰の高まりを受けて参拝者が増加し、縁結びと五穀豊穣の霊験が広く知られるようになった。1688年（旧暦元禄元年）に観音堂が焼失した。その後、1696年（旧暦元禄9年）に現在地に移転した。その後、近隣の住民から浄財が集まり、1759年（旧暦宝暦9年）に再建された。

## 境内

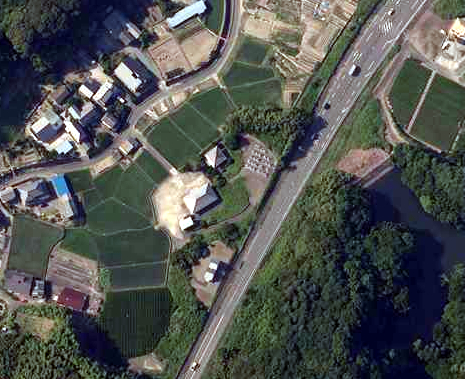
結縁寺の航空写真（2020年6月16日撮影）

本尊である聖観世音菩薩像は木造の座像である。開帳は33年ごとである。聖観世音菩薩像が安置される観音堂は1759年（旧暦宝暦9年）に建てられた。方形造であり、屋根に露盤、伏鉢、宝珠を配している。
境内には閼伽井が設けられている。直径50センチメートル程度の石積の井戸であるが、上部はコンクリートの井戸桁となっている。既に水は枯れており、底も堆積物で埋まり始めているため深さは1メートル程度となっている。御詠歌にもこの閼伽井が詠み込まれている。

## 地名

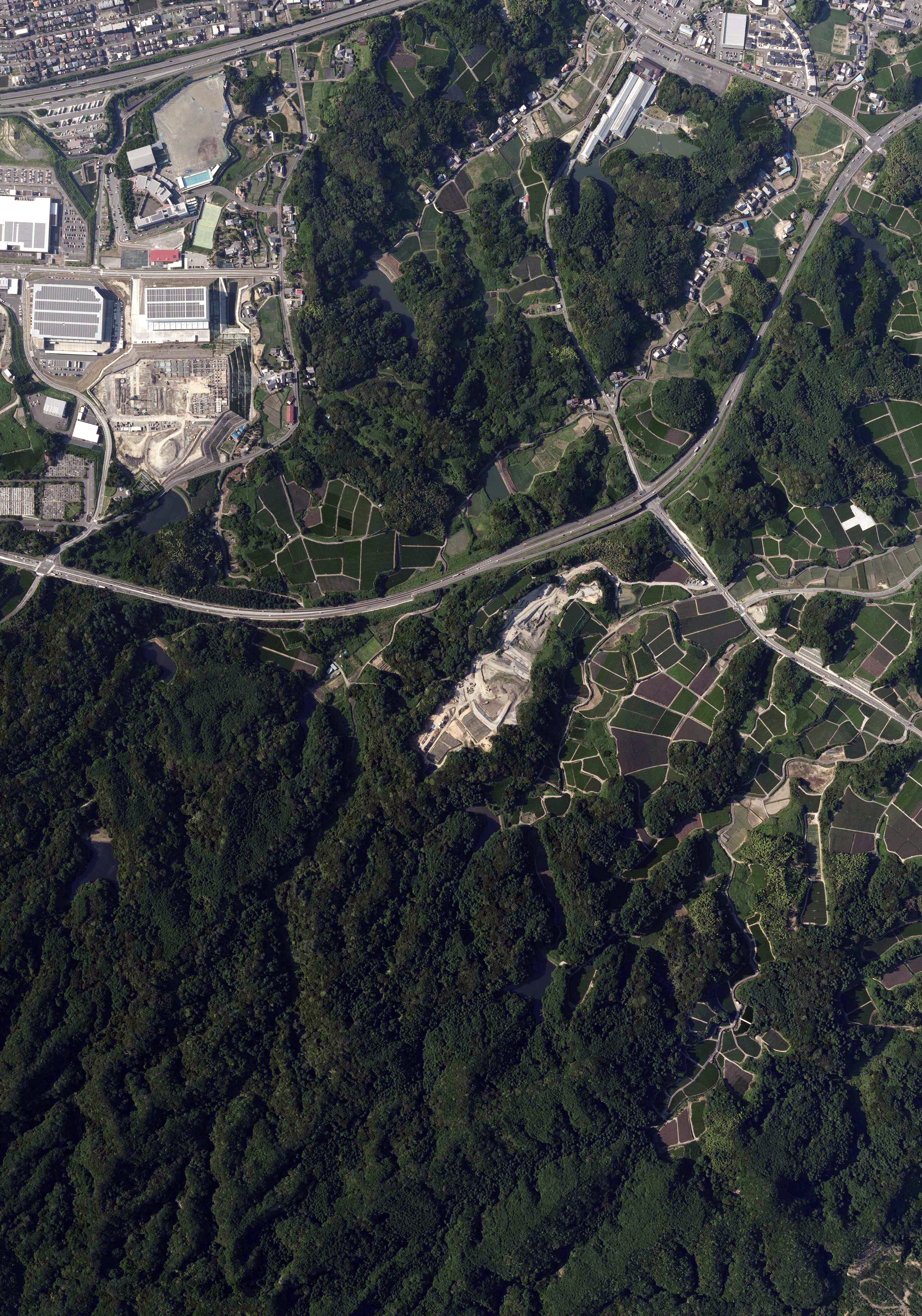
静岡県掛川市結縁寺の航空写真（2020年6月16日撮影）。大字としての結縁寺は、小笠山丘陵の山中から北東に流れる渓谷に沿って谷状に細長く伸びた大字である。寺院としての結縁寺は、大字としての結縁寺の北東端に位置している

結縁寺が所在する地は、かつては遠江国佐野郡結縁寺村であった。かつては一の沢村と呼ばれていた。この村はそもそも結縁寺の寺領であったが、のちに公田となり、結縁寺の寺勢も衰えていった。慶長9年の検地の時点で、結縁寺の寺田が廃止されて既に久しいとされている。しかし、その後も寺号に因んだ村名を戴いていたことから、当時の結縁寺に対する村民の尊崇の念の強さを窺わせる。結縁寺村は1889年（明治22年）4月1日に南西郷村、下俣村、長谷村、上張村、杉谷村と合併し、新たに南郷村が設置された。その後、この地は合併を繰り返して掛川市となったが、現在も掛川市の大字として結縁寺の名は残っている。なお、掛川市の自治区として結縁寺区が置かれている。
また、小笠山丘陵に端を発して結縁寺村から上張村に向かう渓流があるが、この渓谷は結縁寺渓と呼ばれていた。なお、かつては一の沢と呼ばれていた。
また、旧堂と呼ばれている地があるが、そこにはかつてこの寺の観音堂が置かれていたという。

## 名称
寺号は「けちえんじ」と読み、曹洞宗宗務庁や遠江三十三観音霊場保存会も「けちえんじ」との読み方を採っている。国税庁の法人番号公表サイトにおいても読み仮名は「ケチエンジ」として登録されている。この寺号に因んで名付けられた結縁寺村も「けちえんじむら」と読み、『日本歴史地名大系』でも「けちえんじむら」と表記している。掛川市の大字となって以降も結縁寺は「けちえんじ」と読まれており、掛川市役所も自治区の名称は「けちえんじ」であるとしている。なお、この地を模式地とする地層が「結縁寺階」と命名されているが、こちらも「けちえんじかい」と読む。
一方、千葉県印西市には同じ漢字の寺院が存在するが、そちらは「けつえんじ」と称しており、この寺号にちなんで命名された千葉県の結縁寺村も「けつえんじむら」と称していた。混同しないように留意が必要である。

## 略歴
- 1653年 - 心庵芳伝により再建[6]。
- 1688年 - 観音堂焼失[2]。
- 1696年 - 現在地に移転[6]。
- 1759年 - 観音堂再建[2]。

### 註釈
1. ↑  今日では「掛川誌稿」と表記するのが一般的であるが、1928年に発行された靜岡鄕土研究會の『掛川誌』乙編では「掛川誌稾」[4]との表記を用いているため、同書に関する記述はそれに倣った。なお、結縁寺について記されているのは『掛川誌稾』卷3であるが[3]、それを収録した書籍の名称は『掛川誌』[5]と表記されている。
2. ↑  1928年に発行された『掛川誌』乙編の奥付では、編纂者が「研」[5]、発行所が「硏」[5]で表記されているため、それに倣った。

## 関連人物
- 空海